# Agents Of Fortune
Agents Of Fortune es el cuarto álbum de estudio de la banda de hard rock Blue Öyster Cult, originalmente publicado en 1976 a través de Columbia Records. 
El álbum fue disco de platino y llegó al puesto número 29 en la lista de álbmes pop Billboard, mientras que el sencillo "(Don't Fear) The Reaper" llegó al número 12 en la lista de singles pop en 1976, consiguiendo así el mayor éxito de la banda. La revista Rolling Stone lo nombró el mejor single de rock en 1976. Fue el álbum de la banda que consiguió más críticas positivas junto a Spectres  en 1977. También fue votado como uno de los diez mejores discos de rock en el mismo año de su lanzamiento.
Los conciertos del grupo también se convirtieron en una atracción mayor en esta época, en gran parte promovido por la exposición en radio del sencillo "(Don't Fear) The Reaper".

## Lista de canciones

### Lado A
1. "This Ain't the Summer of Love" (Albert Bouchard, Murray Krugman, Don Waller) – 2:20
2. "True Confessions" (Allen Lanier)– 2:57
3. "(Don't Fear) The Reaper" (Donald Roeser) – 5:09
4. "E.T.I. (Extra Terrestrial Intelligence)" (Sandy Pearlman, Roeser) – 3:42
5. "The Revenge of Vera Gemini" (Patti Smith, A. Bouchard)

### Lado B
1. "Sinful Love" (A. Bouchard, Helen Robbins) – 3:29
2. "Tattoo Vampire" (A. Bouchard, Helen Robbins) – 2:41
3. "Morning Final" (Joe Bouchard) – 4:30
4. "Tenderloin" (Lanier) – 3:40
5. "Debbie Denise" (A. Bouchard, Patti Smith) - 4:23

## Personal
- Eric Bloom - Voz, guitarra, piano, percusión
- Albert Bouchard - Batería, voces, guitarra acústica, percusión, armónica
- Buck Dharma (Donald Roeser) - Guitarra, sintetizador, voces, piano, percusión
- Joe Bouchard - Bajo, guitarra, piano, voces
- Allen Lanier - Bajo, guitarra, piano, voces
- Patti Smith - Voz en "Vera Gemini"
- Murray Krugman - Productor
- David Lucas - Productor
- Sandy Pearlman - Productor
- Andy Abrams - Ingeniero
- Tony Stevens - Productor
- Shelly Yakus - Productor
- John Berg - Diseñador
- Andy Engel - Diseñador
- Lynn Curlee - Dibujos

## Canciones incluidas en películas
"(Don't Fear) The Reaper" | The Frighteners